# Eugen Turzo
Eugen Turzo (20. června 1922 – 23. prosince 1994) byl slovenský a československý politik Komunistické strany Slovenska, vedoucí tajemník Krajského výboru KSS pro Západoslovenský kraj a poslanec Sněmovny národů Federálního shromáždění za normalizace.

## Biografie
Vyučil se typografem a toto povolání vykonával v Martině až do roku 1949. Během druhé světové války se zapojil do odbojové činnosti a Slovenského národního povstání. Byl příslušníkem partyzánského oddílu nadporučíka Kuzněcova. Členem KSS byl od roku 1945. V roce 1960 absolvoval Vysokou stranickou školu ÚV KSSS v Moskvě. V letech 1949-1950 byl úředníkem na pověřenectví pošt, pak v letech 1950-1951 stranickým funkcionářem v Bratislavě. V letech 1951-1957 vedl oddělení na ÚV KSS a v letech 1960-1964 předsedal oddělení na Krajském výboru KSS v Západoslovenském kraji.
Jeho politická kariéra pokračovala i v 60. letech a za normalizace. V letech 1969-1989 se uvádí jako účastník zasedání Ústředního výboru Komunistické strany Slovenska, přičemž mezi roky 1969 a 1976 byl členem ÚV KSS. V letech 1964-1968 byl vedoucím tajemníkem Okresního výboru KSS pro okres Bratislava-vidiek. V období let 1968-1969 působil coby tajemník a v letech 1969-1973 jako vedoucí tajemník Krajského výboru KSS pro Západoslovenský kraj. V letech 1971-1973 navíc zasedal jako předseda Krajského výboru Národní fronty v Západoslovenském kraji. Zastával i stranické funkce na celostátní úrovni. 30. ledna 1970 byl kooptován za člena Ústředního výboru Komunistické strany Československa. Ve funkci ho potvrdil XIV. sjezd KSČ, XV. sjezd KSČ a XVI. sjezd KSČ. V období let 1973-1983 zastával post vedoucího oddělení státní administrativy ÚV KSČ. Z funkce člena ústředního výboru byl uvolněn 25. listopadu 1983 a ještě v listopadu 1983 byl kooptován za člena Ústřední kontrolní a revizní komise KSČ, přičemž v této funkci ho potvrdil XVII. sjezd KSČ. V roce 1972 získal Řád práce, roku 1973 Řád Vítězného února a roku 1982 Řád republiky.
Ve volbách roku 1971 zasedl do slovenské části Sněmovny národů (volební obvod č. 92 – Zbehy, Západoslovenský kraj). Mandát obhájil ve volbách roku 1976 (obvod Zbehy), volbách roku 1981 (obvod Zlaté Moravce) a volbách roku 1986 (obvod Partizánske). Ve Federálním shromáždění setrval do prosince 1989, kdy rezignoval na svůj post v rámci procesu kooptace do Federálního shromáždění po sametové revoluci.